# Biostase
 (avril 2015).
Si vous disposez d'ouvrages ou d'articles de référence ou si vous connaissez des sites web de qualité traitant du thème abordé ici, merci de compléter l'article en donnant les références utiles à sa vérifiabilité et en les liant à la section « Notes et références ».
La biostase ou animation suspendue est un état assimilable à l'hibernation qui est aussi appelé « arrêt réversible de la vie ».

## Définition du concept
L'état de biostase permet théoriquement de figer totalement l'organisme en l'état à un instant T et de le conserver ainsi indéfiniment. 
Il n'existe pas à l'heure actuelle de technique capable d'arrêter et relancer à volonté le métabolisme. Même l'hibernation dans le monde animal ne fait que le ralentir au minimum sans le suspendre totalement (sans compter le taux de mortalité durant cette période chez les espèces qui hibernent).
Cependant, beaucoup de gens font congeler leur corps malgré tout avec les moyens actuels en pariant sur le développement de technologies futures qui permettront de les décongeler. Selon eux, notre faculté de placer des organismes en biostase actuellement ne dépend que de la capacité des techniques futures à inverser le processus. En un sens, c'est un pari sur l'avenir. Évidemment, plus le corps sera abîmé, plus il faudra attendre longtemps la technologie en mesure de le réparer (si encore c'est physiologiquement possible), et il ne faut pas sous-estimer le risque que les générations futures se débarrassent du corps entretemps.
Les progrès dans ce domaine sont on ne peut plus sérieux mais également vitaux pour beaucoup d'applications pratiques dans le domaine médical, d'hygiène corporelle et mentale, d'exploration spatiale, de gestion de catastrophes majeures ou tout simplement de préservation de la survie des fonctions vitales.
Il existe déjà des techniques brèves ou partielles qui ont une réversibilité quasi automatique et naturelle.

## Techniques actuelles
- Replacement d'une partie de l'eau de l'organisme par un glycol tel l’éthylène glycol ou par le diméthylsulfoxyde puis cryogénisation.
- Abaissement mesuré de la température qui met le patient dans un état d'hibernation contrôlé par hypothermie.
- Animation suspendue par injection de produits conservateurs qui remplacent tout ou une partie du sang.
- Exposition au sulfure d'hydrogène (expérimenté sur des souris).

## Réalité

### Cryogénisation
La biostase par cryogénisation fonctionne actuellement sur des organismes simples tels les spermatozoïdes.

### Diminution des fonctions vitales
La biostase par mise en stase ou hibernation contrôlée a été accidentellement observée à plusieurs reprises dans des accidents ou par des gourous tenant de techniques de méthodes de parapsychologie, mais n'a pas encore officiellement pu être complètement reproduite en laboratoire. Certaines techniques médicales l'utilisent partiellement afin de diminuer les réponses vitales des patients et ainsi limiter les dégâts lors de traitements médicaux.

Cependant, vu que ce phénomène est très courant dans le règne animal jusque chez les mammifères, sous forme d'hibernation, cette piste reste très prometteuse.

### La voie chimique
Que cela soit par une forme d'anesthésique qui diminue toutes les fonctions vitales ou par remplacement partiel ou total du sang, il existe de nombreuses méthodes éprouvées mais avec encore un haut taux d'échec. La majorité de ces méthodes n'a encore été utilisée que sur les animaux.

## Science-fiction

### Notions théoriques
La cryogénisation et la biostasie sont des thèmes récurrents dans ce domaine. La cryogénisation modifie l'état biologique du corps, alors que la biostasie a pour principe d'empêcher tout changement au niveau atomique, sans qu'il y ait de processus de réveil ou de remise en route.
Une des notions clef de la science-fiction est l'état de stase absolu, possiblement auto-entretenu, et par lequel une personne ou objet serait indéfiniment protégé. En théorie, un être ou un objet plongé en stase reprend instantanément toutes ses propriétés lorsqu'il en sort — la stase est une sorte de suspension du temps.

### Nexialisme
Le nexialisme est un concept de science-fiction, apparenté à la notion d'Interdisciplinarité.
Dans cette optique, on ne pourra créer des modules de biostase que par la maîtrise de plusieurs sciences. En effet, l'obstacle reconnu actuellement comme le plus important est la maîtrise d'un nombre suffisant de paramètres. Le problème principal est que ces paramètres sont répartis dans plusieurs disciplines très distinctes : médecine, biologie animale et humaine, chimie organique, physique, mécanique des fluides, techniques de réfrigérations, neurobiologie et informatique. Nous avons probablement tous les éléments de connaissance pour aboutir mais pas les personnes capables de les rassembler et de coordonner la recherche,.
La parapsychologie peut éventuellement contribuer à rajouter une dimension mystique qui risque fort d'amener à une impasse.

## Dans la culture populaire

### Littérature
- 1925 : La Sphère d'or, roman d'Erle Cox
- 1968 : 2001 : L'Odyssée de l'espace (roman), roman d'Arthur C. Clarke
- 1968 : La Nuit des temps, roman de René Barjavel
- 1974 : La Guerre éternelle, roman de Joe Haldeman. Les champs de stase sont les boucliers ultimes puisqu'ils interdisent la circulation de l'électricité, les réactions chimiques, et tout mouvement supérieur à 60 kilomètres par heure. Même une explosion atomique à leur contact direct ne se propage pas à l'intérieur. Cette force est en même temps leur défaut : toute communication est impossible avec l'extérieur, et la moindre éraflure dans les tenues spéciales signifie la mort pour ses occupants (puisque leurs réactions biologiques et neuronales sont annihilées). Ce handicap est corrigé après le traité de paix humains-Taurans
- 1985 : La Maison des mères, roman de Frank Herbert (cycle de Dune) : les capsules anentropiques protègent leur contenu pendant plus de cinq mille ans ; les chambres anentropiques peuvent même accueillir des caves à vin ou des pièces de mobilier de valeur
- 1986 : La Captive du temps perdu, roman de Vernor Vinge
- 2013 : Atomka, roman de Franck Thilliez

### Cinéma
- 1939 :  Buck Rogers, feuilleton cinéma de Ford Beebe et Saul A. Goodkind : Buck Rogers et Buddy Wade sont mis en animation suspendue grâce à un gaz créé par le professeur Wade, le père de Buddy
- 1968 : La Planète des singes, film de Franklin Schaffner
- 1968 : 2001, l'Odyssée de l'espace, de Stanley Kubrick
- 1969 : Hibernatus, de Édouard Molinaro, dans lequel un homme est miraculeusement cryogénisé dans un glacier en 1905 et réveillé en 1970.
- 1979 : Alien : Le Huitième Passager, film de Ridley Scott, et ses suites,
- 1993 : Demolition Man biostase par système de cryonie
- 2006 : dans Idiocracy, le personnage principal se réveille après une stase de cinq siècles
- 2009 : Avatar de James Cameron : des scientifiques et des membres de l'US Navy sont cryogénisés pour être transportés sur Pandora
- 2009 : Pandorum (Christian Alvart) : deux astronautes se réveillent dans leur gigantesque vaisseau spatial après un long séjour en hyper-sommeil
- 2011 : Captain America: First Avenger de Joe Johnston
- 2012 : Prometheus, film de Ridley Scott
- 2013 : Oblivion, film de Joseph Kosinski
- 2014 : Interstellar, film de Christopher Nolan
- 2016 : Passengers, film de Morten Tyldum
- 2016 : Realive (Proyecto Lazaro), film de Mateo Gil

### Télévision
- 1963 - Présent : Doctor Who (Notamment The Waters Of Mars)
- 1966 : l'univers de Star Trek fourmille de cabines de stase
- 1999 : la série d'animation Futurama prend comme point de départ la stase de son protagoniste Philip J. Fry et son réveil mille ans plus tard
- 2005 : Avatar, le dernier maître de l'air, série de dessins animés. Le personnage de Aang se cryogénise sous l'océan grâce à ses pouvoirs d'Avatar et reste prisonnier d'un glacier pendant cent ans.
- 2015 : Wayward Pines, série télévisée (basée sur des ouvrages de Blake Crouch) où des centaines de personnes sont cryogénisés pour être réveillés 2000 ans plus tard, alors que leur village est entouré de monstres

### Jeux vidéo
- 2001-... : Halo (saga) : dans l'univers de Halo, la cryogénie est utilisée pour les voyages interstellaires afin de préserver l'équipage.
- 2015 : Fallout 4 : à la suite d'une explosion nucléaire, les protagonistes sont cryogénisés au sein de l'abri 111.